# Raymond Premru
Raymond Eugene Premru (Elmira, 6 juni 1934 – 8 mei 1998) was een Amerikaanse jazztrombonist, componist en muziekdocent.

## Biografie
Premru was de zoon van een methodistische dominee en groeide op in de regio Finger Lakes ten zuiden van Rochester. Als tiener leerde hij trombone spelen en studeerde hij met Dick Clark aan de voorbereidende sectie van de Eastman School of Music. Na de middelbare school meldde hij zich aan bij Eastman om trombone te studeren met Emory Remington en compositie met Louis Mennini en Bernard Rogers.
Spoedig na de graduatie in 1956, reisde hij naar het Verenigd Koninkrijk voor een verdere studie compositie met Peter Racine Fricker, met de bedoeling om een paar maanden te blijven. Hij begon als zelfstandig trombonist en bastrompettist, werd een vaste gast in het Londense jazzcircuit met bands als de Kenny Baker's Dozen. In 1958 kreeg hij de bastrombone-plaats in het Philharmonia Orchestra, waar hij zou uitzitten voor de volgende 30 jaar. 
Bovendien naast optredens en regelmatige opnamen met het orkest, ging Premru verder als zelfstandige. Als sessiemuzikant speelde en nam Premru op met Frank Sinatra, Oscar Peterson, Ella Fitzgerald, The Rolling Stones en The Beatles (met name op Sgt. Pepper's Lonely Hearts Club Band). In 1964 voegde hij zich bij het Philip Jones Brass Ensemble, waarvoor hij meerdere nummers schreef. Hij bleef lid tot aan Jones' uittreding in 1987. Hij co-ensceneerde en componeerde ook voor de Bobby Lamb/Ray Premru Big Band.
Na verloop van tijd groeide zijn belangstelling voor het doceren en na een termijn als een vervanger aan het Eastman, besloot hij in 1988 om het Philharmonia Orchestra te verlaten en terug te keren naar de Verenigde Staten om een hoogleraarschap te aanvaarden aan het Oberlin Conservatory in Ohio. Premru's pedagogie steunde grotendeels op de nalatenschap van Remington. Hij etaleerde een flexibiliteit aan technische zaken, benadrukte ontspanning, de ontwikkeling van een warme zingende toon en een gestreken legato en muzikaal vakmanschap: alle kwaliteiten die zijn eigen spel kenmerkten.
Aan Oberlin ging hij soms verder met optreden en componeren. In 1997 werd hij onderscheiden met de Cleveland Arts Prize voor muziek.

## Muziek
Premru's compositionele capaciteit gaat van jazzarrangementen tot koorwerken en bevat bevoegde stukken van talrijke leidende orkesten, festivals en organisaties.
In 1962 werkte hij aan de speelfilm Reach for Glory in de hoedanigheid van muziekleider.
In een interview uit 1981 met Capital Radio noemde hij de invloeden van Berg, Prokofjev, Bartók en Ives naast jazz en vroege Bach-studies. Tijdens zijn carrière bleef zijn taalgebruik van een betrekkelijk behoudend middeneeuws modernisme, met een aanleg voor gematigd lyrisme, ofschoon hij enkele werken schreef in een lichtere afzetting en jazzaccenten en technische popups in zelfs zijn meest serieuze partituren.
Zijn grootschalige werken bevatten concerten voor trombone (1956), trompet (1983) en tuba (1992), Music for Three Trombones, Tuba and Orchestra (1985), a Concerto for Orchestra (1976) en twee symfonieën (1981 en 1988). De meesten werden geautoriseerd en voor de eerste keer opgevoerd door belangrijke ensembles (de symfonies door het Philharmonia en het Cleveland Orchestra, met dirigenten als Lorin Maazel en Vladimir Ashkenazy). Hoe dan ook, geen enkele werd vanaf 2007 commercieel opgenomen en alleen de trompet- en tubaconcerten werden gepubliceerd (ook vanaf 2007). 
Mogelijk zijn meest bestendige erfenis bevindt zich in zijn kamermuziekwerken voor koper, waarvan degene die beschikbaar blijven voor publicatie en opnamen zoals het Concertino voor trombone en houtblazerskwartet (1954), Music from Harter Fell (1973) en het negen-trend Divertimento (1976), beiden voor het Philip Jones Brass Ensemble, the Brass Quartet uit 1960, Two Pieces voor drie trombones (1951) en In Memoriam (1956) en de Tissington Variations (1970), beiden voor trombonekwartet.

## Privéleven en overlijden
In 1958 trouwde hij met Susan Talbot, met wie hij twee dochters had. In 1990 hertrouwde hij met Janet Jacobs. In 1997 kreeg hij de diagnose esophageale kanker, waaraan hij overleed in mei 1998 op 63-jarige leeftijd in de Cleveland Clinic.
- Biblioteca Nacional de España: XX1753115
- Bibliothèque nationale de France: cb17114142p (data)
- Gemeinsame Normdatei: 103935894
- International Standard Name Identifier: 0000 0001 1798 127X
- Library of Congress Control Number: n82101853
- MusicBrainz: 981f3a40-f014-4170-b40d-6e9d5f09575d
- Nederlandse Thesaurus van Auteursnamen: 267299044
- LIBRIS: 310037
- SNAC: w6hm78hc
- Système universitaire de documentation: 161432670
- Virtual International Authority File: 93830421
- WorldCat: E39PBJhxfVWqQkFbtVxmP3Tyh3